# アメリカ合衆国国土安全保障長官
アメリカ合衆国国土安全保障長官（アメリカがっしゅうこくこくどあんぜんほしょうちょうかん、英語: United States Secretary of Homeland Security）は、アメリカ合衆国と国民の安全の防衛を担当するアメリカ合衆国国土安全保障省の長である。同職は大統領の内閣の一員であり、2001年9月11日のアメリカ同時多発テロ事件を受けて設置された。

## 大統領継承順位への包含
伝統的に（副大統領、下院議長、上院仮議長に続く）大統領継承の順序は管轄する省の創設時期に従って決められ、合衆国法典第3編第19条の下でそのように明記された。
2006年3月9日、ブッシュ大統領は公法第109-177号として下院議案第3199号に署名した。これは米国愛国者法を改め、大統領継承法を修正し、退役軍人長官に続く継承権を国土安全保障長官に付与するものである。

## 継承順位
各省庁の長官の継承順位については、一般的に1998年連邦欠員改革法 (FVRA) によって規定されているが、2002年国土安全保障法は例外規定を設け、継承順位第2位を管理担当国土安全保障次官とすることを規定している。また、長官がFVRAの規定の範囲外で、独自の継承順位を確定することができる代替規定も設けている。
2019年11月8日現在の、継承順位は以下の通りである。しかし、当初、この改正の合法性が疑問視されていた。
1. 国土安全保障副長官（英語版）
2. 管理担当国土安全保障次官（英語版）
3. 税関・国境警備局長
4. 戦略・政策・計画担当国土安全保障次官（英語版）
5. 運輸保安庁長官兼次官補
6. 連邦緊急事態管理庁長官

## 歴代国土安全保障長官
国土安全保障省の創設以前は、2001年のアメリカ同時多発テロ事件を受けて創設された国土安全保障局担当大統領補佐官が存在していた。初代長官はトム・リッジ。
| 代   | 肖像      | 氏名                       | 居住地             | 在任期間                       | 大統領                |
| ---- | --------- | -------------------------- | ------------------ | ------------------------------ | --------------------- |
| 1    | Tom Ridge | トム・リッジ               | ペンシルベニア州   | 2003年1月24日 - 2005年2月1日   | ジョージ・W・ブッシュ |
| 代理 | James Loy | ジェームズ・M・ロイ        | ペンシルベニア州   | 2005年2月1日 - 2005年2月15日   | ジョージ・W・ブッシュ |
| 2    |           | マイケル・チャートフ       | ニュージャージー州 | 2005年2月15日 - 2009年1月20日  | ジョージ・W・ブッシュ |
| 3    |           | ジャネット・ナポリターノ   | アリゾナ州         | 2009年1月20日 - 2013年9月6日   | バラク・オバマ        |
| 代理 |           | ランド・ビアーズ           | コロンビア特別区   | 2013年9月6日 - 2013年12月16日  | バラク・オバマ        |
| 4    |           | ジェイ・ジョンソン         | ニュージャージー州 | 2013年12月23日 - 2017年1月20日 | バラク・オバマ        |
| 5    |           | ジョン・フランシス・ケリー | マサチューセッツ州 | 2017年1月20日 - 2017年7月31日  | ドナルド・トランプ    |
| 代理 |           | エレイン・デューク         | オハイオ州         | 2017年7月31日 - 2017年12月6日  | ドナルド・トランプ    |
| 6    |           | キルステン・ニールセン     | フロリダ州         | 2017年12月6日 - 2019年4月10日  | ドナルド・トランプ    |
| 代理 |           | ケビン・マカリーナン       | ハワイ州           | 2019年4月11日 - 2019年11月13日 | ドナルド・トランプ    |
| 代理 |           | チャド・ウルフ             | バージニア州       | 2019年11月13日 - 2021年1月11日 | ドナルド・トランプ    |
| 代理 |           | ピーター・ゲイナー         | ニュージャージー州 | 2021年1月12日 - 2021年1月20日  | ドナルド・トランプ    |
| 代理 |           | デイヴィッド・ペコスキー   | コネチカット州     | 2021年1月20日 - 2021年2月2日   | ジョー・バイデン      |
| 7    |           | アレハンドロ・マヨルカス   | ワシントンD.C.     | 2021年2月2日 - 2025年1月20日   | ジョー・バイデン      |
| 代理 |           | ベンジャミン・ハフマン     | テキサス州         | 2025年1月20日 - 2025年1月25日  | ドナルド・トランプ    |
| 8    |           | クリスティ・ノーム         | サウスダコタ州     | 2025年1月25日 - 現職           | ドナルド・トランプ    |